# Cominella glandiformis
Cominella glandiformis är en snäckart som först beskrevs av Reeve 1847.  Cominella glandiformis ingår i släktet Cominella och familjen valthornssnäckor. Inga underarter finns listade i Catalogue of Life.

## Bildgalleri

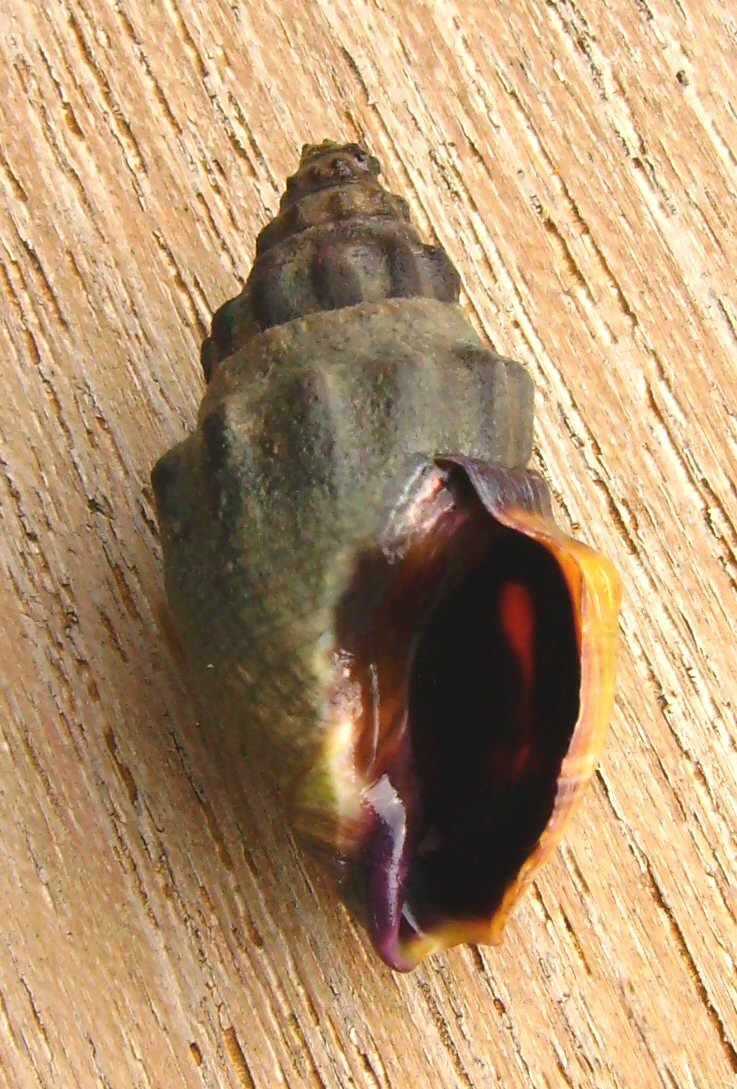
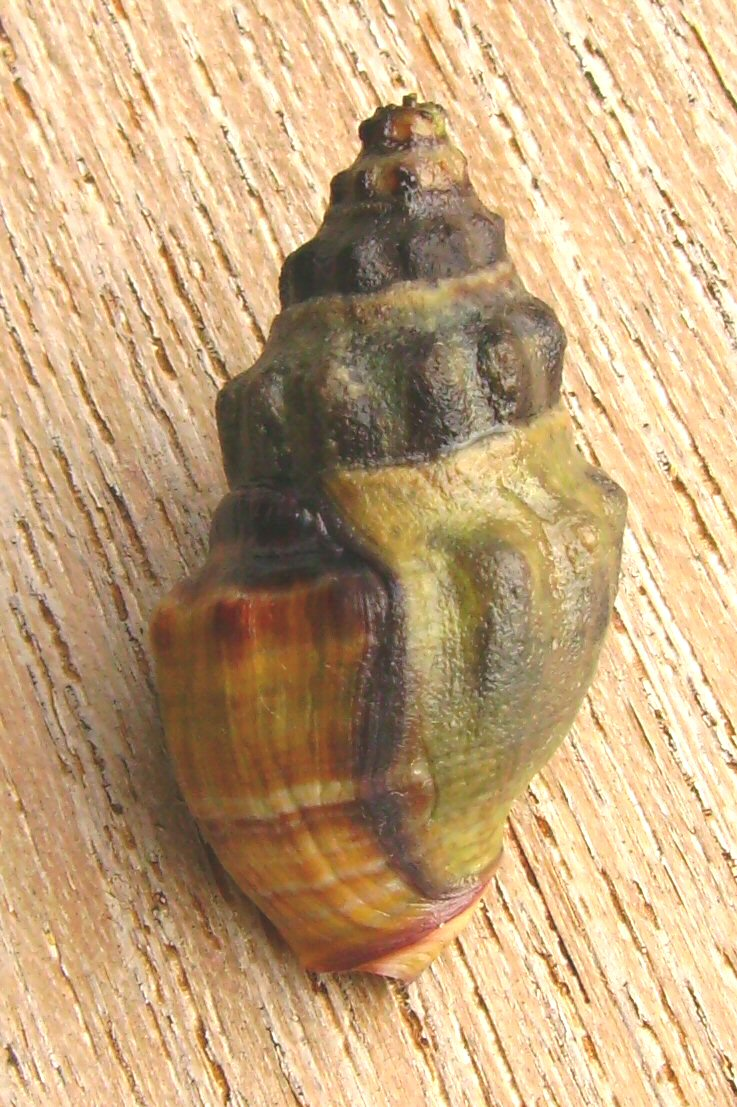
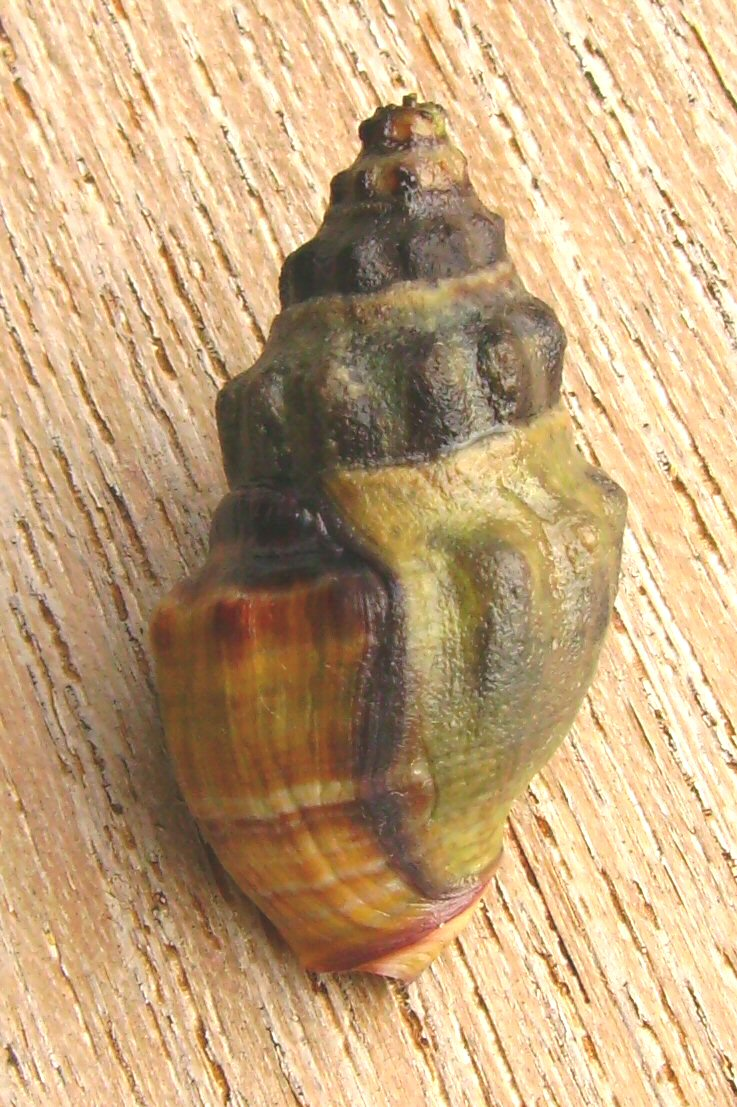
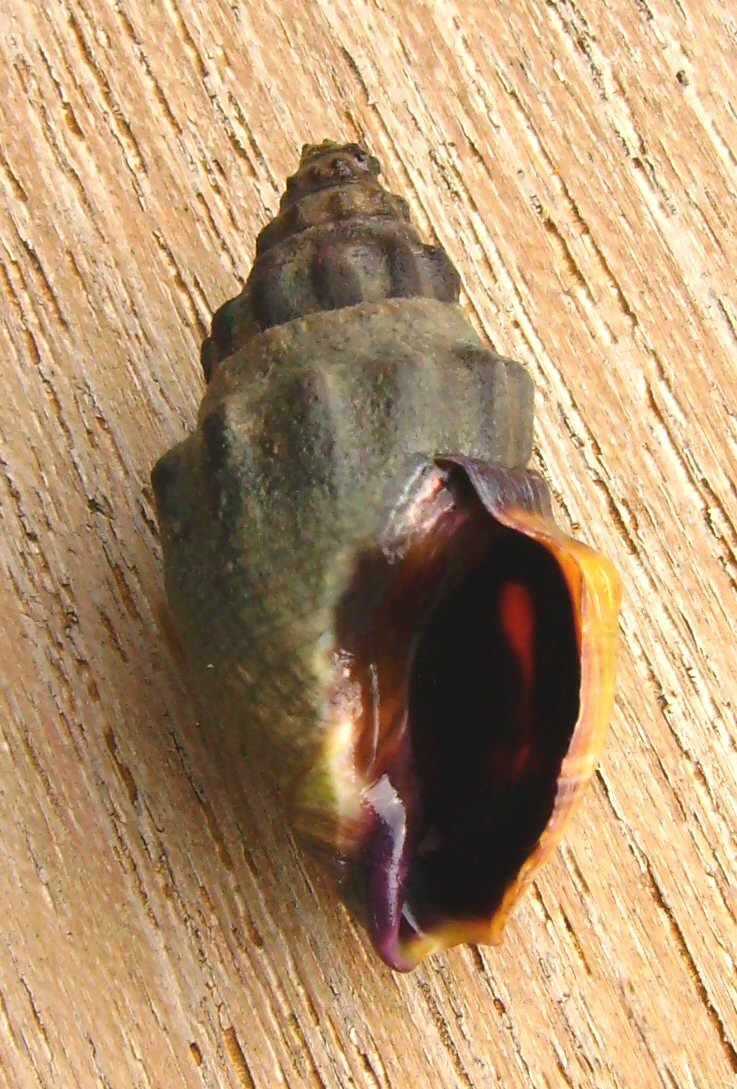